# Wolf's Rain
Wolf's Rain é um anime criado e escrito por Keiko Nobumoto e lançado em 2003 pelo estúdio Bones, o mesmo que lançou Cowboy Bebop. Foi dirigido por Tensai Omura e protagonizou personagens desenhados por Toshihiro Kawamoto, com a trilha sonora a cargo de Yoko Kanno.
A série recebeu crítica mista da imprensa especializada, que destacou positivamente a qualidade técnica e a ambientação em contraponto ao ritmo lento, furos de enredo e excesso de flashbacks.

## Enredo
O enredo se desenvolve em uma realidade alternativa, onde acreditava-se que os lobos estavam extintos há cerca de 200 anos, apesar de uma antiga lenda contar que, quando o fim do mundo estivesse próximo, o Paraíso apareceria em algum lugar na Terra, mas somente os lobos saberiam como encontrá-lo.
A história segue os passos dos jovens lobos Kiba, Tsume, Hige, Toboe e Blue. Com a exceção de Blue, cada nome é uma palavra japonesa para uma parte do corpo de um lobo. ("Blue", o único nome de origem ocidental, significa azul/tristeza.) Conforme uma antiga lenda, quando o fim do mundo chegasse, o Paraíso apareceria. No entanto, somente os lobos saberiam como encontrá-lo. Embora acreditava-se que os lobos tivessem sido caçados à extinção há pelo menos duzentos anos, eles ainda existiam, sobrevivendo tomando a forma de humanos (como uma forma de ilusão). Afirma ainda a lenda que todos os humanos eram descendentes de lobos que optaram por se tornarem humanos, fato esquecido no presente.
Kiba, um lobo solitário, segue o aroma da Flor Lunar, o segredo para encontrar e abrir o Paraíso, até Freeze City, uma cidade onde as pessoas vivem na pobreza, passando por dificuldades. Lá ele encontra Tsume, Hige e Toboe, três lobos que viviam na cidade e que também haviam para lá se dirigido, inconscientemente, pelo aroma da flor. Os lobos se deparam com Quent Yaiden, um caçador obstinado em perseguir os lobos, e sua cachorra Blue. Cheza, a Donzela da Flor, é estudada num laboratório sob os cuidados de Cher Degré. A Flor é despertada pelo cheiro de sangue lupino. Quando Kiba e Hige se aproximam do laboratório para encontrá-la, ela é raptada por Darcia, cujos ancestrais criaram Cheza.
Sem a Donzela da Flor, os lobos não tinham mais razão para permanecer naquela cidade. Embora tenha havido algumas desavenças no início, eles decidem seguir Kiba em sua busca por Cheza e o Paraíso. Em sua viagem, os lobos atravessam diversas cidades. Cher se junta ao exército para resgatar Cheza de Darcia, enquanto que seu ex-marido, Hubb Lebowski procura desesperadamente por ela em companhia de Quent, em sua incansável obsessão em perseguir os lobos. Quando Blue se encontra com Cheza por acaso, seu sangue de lobo é despertado e ela se junta ao grupo de Kiba, desenvolvendo um relacionamento com Hige. Depois de acabar se separando dos lobos, Blue, em sua forma humana, se une a Cher e as duas viajam juntas até a cidade de Jaguara, onde agora se encontrava Cheza. Este também é o destino de Hubb e Quent, bem como dos lobos.
Os humanos e os lobos se encontram na cidade de Jaguara. Kiba, Toboe e Tsume, em sua tentativa de resgatar Cheza,  são capturados. Toboe e Tsume são aprisionados junto com Hubb, enquanto Jaguara tenta usar o sangue de Kiba para forçar a abertura do Paraíso em uma cerimônia. Darcia interrompe a cerimônia enquanto Kiba e os outros conseguem fugir e correr para salvar a Donzela da Flor. Darcia enfrenta Jaguara e acaba por matá-la, enquanto seu castelo começava a desmoronar.
Os lobos e os humanos conseguem, a despeito dos ferimentos, sobreviver à batalha, mas acabam se dispersando. Quent começa a caminhar sem destino enquanto Blue o segue. Ele é gravemente ferido ao salvar Blue de ser atropelada por um carro. Cher e Hubb, não muito distantes dali, encontram um carro abandonado e seguem caminho até encontrar Quent e Blue. Mais tarde, os quatro também encontram Kiba, Toboe, Tsume e Hige, que estavam com Cheza. Seguem todos juntos para o Paraíso, porém são perseguidos por Darcia.
Devido a diversos fatores e à hostilidade de Darcia, os humanos e todos os lobos, com exceção de Kiba, morrem. Somente Kiba, Darcia e Cheza sobrevivem para alcançar o local onde seria aberto o Paraíso. Darcia morre ao tentar entrar no Paraíso, restando dele apenas seu olho. Cheza explica a Kiba que ela é uma Flor da Lua artificialmente criada, e, por isso, não poderia abrir um mundo perfeito. Acrescenta que o mundo iria congelar e se fechar, e um novo mundo se abriria. Ela pede para Kiba reencontrá-la nesse novo mundo. Logo em seguida, o corpo de Cheza se desfaz em sementes, para desespero do lobo. Fatalmente ferido, Kiba conclui que fracassou em sua missão, mas, instantes antes de morrer, as sementes de Cheza brotam em milhares de Flores Lunares. A vida recomeça, mas o olho maligno de Darcia macula o mundo que se abria.
No final da série, o mundo é reconstruído e Kiba, Tsume, Hige e Toboe estão em uma moderna cidade em suas formas humanas. Chove serenamente na cidade; Tsume é visto em uma motocicleta, parado num semáforo; Hige come um sanduíche enquanto caminha ao meio de várias pessoas por uma calçada, e Toboe apanha um gatinho abandonado na chuva. Eles parecem inconscientes da presença uns dos outros, como se todas as lembranças da vida anterior tivessem sido apagadas. Blue, a loba mestiça, não é vista em lugar algum, nem Cher, Hubb ou Quent, o que pode corroborar a lenda de que somente lobos puros poderiam adentrar o novo mundo e que este seria vedado aos humanos. Os humanos da cidade teriam, como no antigo mundo, se originado de lobos ancestrais.
Na cidade, ainda, é vista uma Flor Lunar escondida num beco, próxima a uma poça d'água. Kiba começa a correr sob a chuva, insinuando o reinício da busca de um, agora perfeito, Paraíso.

## Personagens

### Os Lobos
- Kiba (Presas) - Kiba segue seus instintos para encontrar o Paraíso, onde, segundo uma antiga lenda, somente os lobos podem entrar. Quando era jovem, sua alcatéia foi exterminada quando a floresta onde viviam foi queimada pelo exército de Jaguara. Único sobrevivente, ele foi resgatado e criado por Índios Nativos. O ancião da tribo, então, revela que ele foi protegido pela floresta por ter uma missão a cumprir, uma longa jornada em direção ao Paraíso. Kiba dá início à sua procura na esperança de encontrar um futuro. Durante o enredo fica claro que ele é, de fato, o predestinado a cumprir a antiga profecia de que um lobo abriria o Paraíso e traria o fim ao mundo do presente. Desconfiado dos humanos nos primeiros episódios, ele reluta bastante antes de adotar a forma humana, mesmo vivendo na cidade entre os homens.

- Tsume (Garras): Tsume é inflexível e auto-confiante. No passado ele fazia parte de uma alcateia.  No entanto, sua alcateia foi atacada pelas tropas de Jaguará e muitos de seus amigos foram mortos. Temendo pela vida, Tsume fugiu da batalha e abandonou seus companheiros à própria sorte. Por essa atitude, o líder de seu bando o expulsou, deixando no seu peito uma cicatriz em forma de X, a marca da sua covardia. Envergonhado, vagou por muitos anos mantendo-se distante de outros lobos, até se estabelecer numa cidade, assumindo sua forma humana. Na cidade, tornou-se líder de um grupo de ladrões humanos, inconscientes da origem lupina de Tsume. Assim seria até sua vida ter uma reviravolta no dia que se depara com outro lobo, Toboe. Considerando-o irritante no princípio, Tsume desenvolve aos poucos simpatia e compaixão por Toboe, por considerá-lo apenas um filhote desprotegido com seus instintos de sobrevivência ainda por amadurecer. Tornou-se o melhor amigo de Toboe (embora evitasse demonstrar isso) e passou a protegê-lo. Toboe é quem o convence a ir em busca do paraíso com Kiba e os demais lobos. Inicialmente ele não acredita nas histórias a respeito do Paraíso, mas acaba convencido de sua veracidade e se mantém fiel à sua nova alcateia até o fim.

- Hige (Bigodes): Hige é um lobo adaptado à vida na cidade e que aprendeu a tirar o melhor proveito da sociedade humana. Caminhava com desenvoltura entre as pessoas pelas ruas, usando seu faro aguçado para encontrar comida e, se necessário, furtá-la sorrateiramente. Destacava-se nele uma coleira, presente mesmo em sua forma humana. Sem saber, era uma coleira que carregava um localizador. Hige teve seu passado apagado por Jaguara para que ele se encontrasse com outros lobos e sua coleira denunciasse sua localização. Jaguara, então, enviava seus soldados para exterminar os lobos, deixando Hige sobreviver apenas para que prosseguisse inconscientemente seu trabalho. Hige junta-se a Kiba, Tsume e Toboe em sua viagem ao Paraíso, colocando, sem querer, o grupo em perigo. Galanteador, o lobo sempre está à procura de romance, muito embora as garotas, em suas próprias palavras, prefiram fugir dele.

- Toboe (Uivo): é o mais jovem e inocente de todos. Foi adotado, recém-nascido, por uma velha senhora que colocou um conjunto de argolas em uma de suas patas dianteiras. Quando sua dona morreu, viu-se sozinho e abandonado numa cidade, vivendo de restos que encontrava em lixeiras. Encontrou-se com Tsume e depois com Kiba e Hige, acreditando de imediato na existência do Paraíso. Toboe é um lobo que desde filhote aprendeu a apreciar a companhia dos humanos. Por essa razão, em sua concepção, o Paraíso não era exclusivo para lobos, como a maioria de seus amigos acreditava, mas um lugar onde lobos e humanos viveriam juntos. Em seus sonhos, era lá que ele se encontraria novamente com sua velha dona.

- Blue: Mestiça de lobo e cachorro, era o animal de estimação da família Yaiden. Após a destruição de Kyrios, seu vilarejo, e de grande parte de sua família, viaja com seu dono, Quent, caçando lobos e usando suas habilidades como 'meio-loba' para encontrá-los. Seguiria a vida dessa maneira se Cheza não a tivesse encontrado e revelado que ela era metade loba, despertando essa outra parte dela. Desde então, descobriu sua habilidade de assumir a forma ilusória de um humano e de se comunicar com eles e como outros animais. Após descobrir sua identidade oculta, Blue opta por fugir de Quent a continuar caçando os da sua espécie. No fim da série, ela se reencontra por acaso com seu dono e tenta convencê-lo, sem sucesso, a acompanhá-la e aos outros lobos até o Paraíso. De todos os lobos, é por Hige que ela parece sentir algo. Esse sentimento fica explícito quando Blue é desprezada por Quent após reencontrá-lo e ela pede para Hige ficar junto a ele, ainda que o mundo chegasse ao fim com Kiba abrindo o Paraíso.

### Os Nobres (ou  Aristocratas)
- Jaguara: Integrante de uma das três Famílias de Nobres, Jaguara era obcecadamente apaixonada por Darcia. Ele, no entanto, amava sua irmã mais jovem, Hamona, fato que Jaguara nunca aceitou. Ela deu início a um antigo feitiço usado, sem sucesso, por Lord Darcia, o Primeiro, para criar um “Paraíso dos Nobres” a fim de agradar Darcia e atraí-lo até ela. Com esse intento, Jaguara raptou Cheza, ordenou o assassinato de Hamona, e decidiu eliminar todos os lobos, os quais estavam a caminho de sua cidade em busca da Donzela da Flor. Mas seus planos foram frustrados pelos lobos. Foi assassinada por Darcia enquanto sua cidade era reduzida a escombros.

- Darcia: pertencente à terceira geração da Família dos Nobres, a quem diziam ter sido amaldiçoado depois que Darcia, o Primeiro, desapareceu no “Paraíso”. Devido à maldição de seu avô, Darcia foi condenado a ter um olho de lobo. Ele procura Cheza na esperança de reviver sua amada Hamona, vítima da “doença do Paraíso”, em que a alma fica aprisionada no Paraíso, deixando o corpo em coma. Com a morte de Hamona, Darcia enlouquece e passa a buscar o Paraíso dos lobos, que ele reconhece como sendo o verdadeiro, em contraste ao Paraíso dos Nobres que Jaguara tentou abrir, o falso. Após vingar a morte de Hamona, Darcia assume a forma de um lobo negro gigante, revelando que seu clã era descendente de lobos que optaram por se tornar completamente humanos. Depois de eliminar o grupo de Kiba e feri-lo mortalmente, ele caminha em direção ao que julga ser a entrada do Paraíso, porém é incinerado, restando dele apenas seu olho de lobo.

### Demais Personagens
- Cheza: A Donzela da Flor (ou Virgem da Flor), uma garota criada artificialmente por Darcia, o Primeiro, a partir de uma flor lunar usando a arte perdida da alquimia. Ela estava em um estado de animação suspensa em um laboratório, e foi despertada pelo cheiro do sangue de lobo derramado pela breve luta entre Kiba e Tsume em um lugar distante de onde ela estava. Mantém um forte laço com os lobos, especialmente Kiba, a chave para a abertura do Paraíso.

- Cher Degré: cientista envolvida no estudo de Cheza, seu maior desejo é compreender o propósito da Donzela da Flor. Foi casada com Hubb, mas divorciou-se depois que seu trabalho no laboratório tornou-se mais importante que seu casamento. Cher morre quando a beira do abismo onde se encontrava se solta e ela cai para a morte. Hubb sepulta seu corpo ao deixá-lo afundar nas águas de um lago.

- Hubb Lebowski: detetive de polícia e ex-marido de Cher Degré, por quem permaneceu apaixonado mesmo após a separação. Depois que Quent atirou em Kiba, Hubb teve conhecimento da existência dos lobos, apesar da lenda de sua extinção. Começou a se interessar pelo assunto principalmente depois que caiu em suas mãos uma cópia do banido “Livro da Lua”, que Cher deixou a seus cuidados enquanto ela tentava recapturar Cheza, levada por Darcia, com a ajuda de um comando do exército de Lord Orkam, mantenedor do laboratório onde a Donzela da Flor era pesquisada. Hubb juntou-se a Quent enquanto procurava por Cher. No penúltimo episódio, enquanto escalava a montanha que guardava a entrada do Paraíso em companhia de Kiba e dos demais lobos, Hubb escorrega e fica dependurado à beira de um abismo, segurando-se apenas pela ponta dos dedos. Convencido de que adiante era um caminho proibido para ele, ele se solta de propósito, despencando para a morte. Em seus últimos instantes, após colidir com o chão, ainda é capaz de acender um charuto que guardava em seu paletó e sentir o aroma da escarpe de Cher que carregava com ele desde a morte dela.

- Quent Yaiden: era o ex-xerife da cidade de Kyrious. A destruição de sua cidade e o assassinato de sua mulher e filho, por quem acreditava ser um grupo de lobos, o levou a desenvolver um profundo ódio pelos lobos. Com a ajuda de Blue, passou a caçar os lobos pelas recompensas oferecidas e, principalmente, por vingança. Após a fuga de Blue, ele confirma a suspeita de que em sua cachorra corria sangue lupino. Depois que a reencontra, diz a ela que não era mais sua cachorra, mesmo sendo-lhe dito que a destruição de Kyrious era obra do exército de Jaguara. Quent é alvejado por Darcia no penúltimo episódio, e agoniza para, no final, ter como sua última visão o rosto consternado de Blue.

## Lista de Episódios
A série é composta por 26 episódios e mais 4 OVAs (Original Video Animation), dos episódios 27 ao 30, cada um com aproximadamente 25 minutos.
|    | Português                          | Inglês                                | Japonês                                          |
| -- | ---------------------------------- | ------------------------------------- | ------------------------------------------------ |
| 1  | A Cidade dos Uivos                 | City of Howls                         | "Hōkō no Machikado" (咆哮の街角)                 |
| 2  | Toboe, Aquele Que Não Uiva         | Toboe, Who Doesn't Howl               | "Nakanai Tōboe" (哭かないトオボエ)               |
| 3  | O Mal Companheiro                  | Bad Fellow                            | (*)                                              |
| 4  | Enfrentando a Terra Vazia          | Scars in the Wasteland                | "Kōya no Kizuato" (荒野の傷跡)                   |
| 5  | Lobos Arruinados                   | Fallen Wolves                         | "Ochita Ōkami" (堕ちた狼)                        |
| 6  | Os Sucessores                      | The Successors                        | "Uketsugu Mono" (受け継ぐもの)                   |
| 7  | A Virgem da Flor                   | The Flower Maiden                     | "Hana no Shōjo" (花の少女)                       |
| 8  | Canção de Ninar                    | Song of Sleep                         | "Nemuri no Uta" (眠りの歌)                       |
| 9  | Dúvida                             | Misgivings                            | "Giwaku" (疑惑)                                  |
| 10 | Lua Maldita                        | Moon's Doom                           | (*)                                              |
| 11 | Ponto de Desaparecimento           | Vanishing Point                       | "Shōshitsuten" (消失点)                          |
| 12 | Não Me Deixe Triste                | Don't Make Me Blue (**)               | (*)                                              |
| 13 | A Canção Triste dos Homens         | Men's Lament                          | "Otokotachi no Aika" (男たちの哀歌)              |
| 14 | Castelo da Perdição                | The Fallen Keep                       | "Botsuraku no Shiro" (没落の城)                  |
| 15 | Lobo Cinzento                      | Grey Wolf                             | "Haiiroōkami" (灰色狼)                           |
| 16 | Jornada dos Sonhos                 | Dream Journey                         | "Yume no Tabiji" (夢の旅路)                      |
| 17 | Cheiro da Flor, Sangue dos Lobos   | Scent of a Flower, Blood of a Wolf    | "Hana no Kaori, Ōkami no Chi" (花の香り, 狼の血) |
| 18 | Homens, Lobos, Livro da Lua        | Men, Wolves, and the Book of the Moon | "Hito Ōkami Tsuki no Sho" (人·狼·月の書)         |
| 19 | Sonho de um Oasis                  | A Dream of an Oasis                   | "Oasis no Yume" (オアシスの夢)                   |
| 20 | Consciente                         | Consciously                           | (*)                                              |
| 21 | Chamas da Batalha                  | Battle's Red Glare                    | "Tatakai no Noroshi" (戦いの狼煙)                |
| 22 | Fragmentos do Meteoro              | Pieces of a Shooting Star             | "Ryūsei no Hahen" (流星の破片)                   |
| 23 | O Bater do Coração Negro da Cidade | Heartbeat of the Black City           | "Kuroi Machi no Kodō" (黒い街の鼓動)             |
| 24 | O Cheiro da Armadilha              | Scent of a Trap                       | "Wana no Nioi" (罠の匂い)                        |
| 25 | Memórias de um Engano              | False Memories                        | "Ayamachi no Kioku" (過ちの記憶)                 |
| 26 | Usina de Energia à Luz da Lua      | Moonlight Crucible                    | "Gekkōro" (月光炉)                               |
| 27 | Paradeiro das Almas                | Where the Soul Goes                   | "Tamashii no Yukue" (魂の行方)                   |
| 28 | A Tormenta Se Aproxima             | Gunshot of Remorse                    | "Kaikon no Jūsei" (悔恨の銃声)                   |
| 29 | O Paraíso Se Aproxima              | High Tide, High Time                  | (*)                                              |
| 30 | O Último Encontro                  | Wolf's Rain                           | (*)                                              |

Observações:
(*) Os episódios 3, 10, 12, 20, 29 e 30 foram intitulados apenas em Inglês.

## Trilha sonora
Todas as músicas de Wolf's Rain foram compostas e tiveram arranjo de Yoko Kanno. A trilha sonora merece destaque por reunir canções de diferentes estilos em várias línguas. Ao longo da série, existem diversas sequências muito interessantes usando essas canções como fundo. Uma delas, chamada "Coração Selvagem", é cantada em português.
Escrita por Tim Jensen e vocalizada por Steve Conte, a canção Stray é o tema de abertura dos primeiros 25 episódios e do segundo OVA. Os outros OVAs não possuem nenhuma sequência de abertura. Gravity, escrita por Troy e vocalizada por Maaya Sakamoto, é o tema de encerramento dos primeiros 25 episódios e dos três primeiros OVAs. O vigésimo sexto episódio usa um tema de encerramento diferente, a canção Tell me what the rain knows, escrita por Chris Mosdell e cantada por Sakamoto. No OVA final, a abertura original, Stray, é usada para encerrar toda a série.

### Abertura e encerramento
- Música de abertura[2]:
  - Título: "Stray"
  - Vocais: Steve Conte
  - Letras: Tim Jensen
  - Melodia: Yoko Kanno

- Encerramento[3]:
  - Título: "Gravity"
  - Vocais: Maaya Sakamoto.
  - Letras: Troy
  - Melodia: Yoko Kanno

### OST
- Wolf's Rain Original Soundtrack Vol. 1
- Wolf's Rain Original Soundtrack Vol. 2

## Dublagem brasileira
- Kiba - Dado Monteiro
- Cheza - Márcia Regina
- Hige - Alex Wendel
- Toboe - Fernando Belfiori
- Tsume - Sérgio Moreno
- Blue - Tânia Gaidarji
- Darcia - Afonso Amajones
- Jaguara - Alessandra Araújo
- Hubb Lebowski - Luiz Laffey
- Quent Yaiden - Carlos Campanile
- Cher - Fátima Noya
- Gehl - Fábio Lucindo
- Coruja - Mário Jorge Montini